# Sverker II
Sverker Karlsson, Sverker el Jove o Sverker II - Sverker den yngre o Sverker Karlsson en suec - (abans del 1167 - 17 de juliol del 1210) fou rei de Suècia de 1195/96 a 1208.

## Joventut
Sverker era fill de rei de Suècia Karl Sverkersson i la Reina Christine Stigsdatter de Hvide, una noble danesa. Per línia materna era cosí germà dels reis danesos Canut VI i Valdemar Sejr. El matrimoni dels seus pares ha estat datat a 1162 o més probablement 1163.
Quan el seu pare Karl fou assassinat a Visingsö el 1167, aparentment per sequaços de pròxim rei Canut I de Suècia, Sverker fou dut a Dinamarca passant la infantesa criant-se amb el clan Hvide de la seva mare de, dirigents de Selàndia. Sverker també s'associà amb els dirigents del clan a Escània que eren propers als Hvide, casant-se amb la senyora Benedikte Ebbesdotter de Hvide. El rei danès li va donar suport a l'hora de reclamar el tron de Suècia, per ajudant a desestabilitzar el país veí. Les llavors problemàtiques relacions entre els danesos i els suecs es veuen a partir dels intents de Canut I i el seu jarl Birger Brosa per donar suport rebels contra Valdemar I i Canut VI.
Quan el rei Canut I de Suècia morí el 1195 o 1196, els seus fills eren joves però no infants. Un d'ells havia sigut designat hereu al tron, però va ser passat per damunt. Sverker fou escollit com a següent rei de Suècia, sorprenentment sense disputa. En algun algun moment tornà al seu país natiu, tanmateix sent considerat bastant danès. La seva elecció indiscutida probablement fou deguda al Jarl Birger Brosa pare d'Ingegerd Birgersdotter de Bjelbo, amb la que Sverker es casà ràpidament després de la mort de la seva primera muller. En les seves pròpies cartes va emfasitzar el seu dret de naixement al tron: "fill del rei Carles, Rei dels suecs, posseïdor del tron del mateix regne segons dret hereditari per la gràcia de Déu".

## Regnat

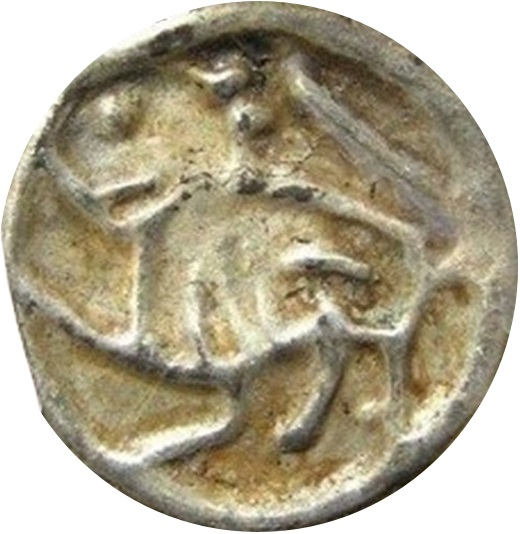
Moneda del rei Sverker II

El rei Sverker confirmà i amplià els a l'església sueca i Valerius, l'Arquebisbe d'Uppsala. El document de privilegi de 1200 és el privilegi eclesiàstic més antic conegut a Suècia. Skáldatal esmenta dos skaldes a la cort de Sverker : Sumarliði skáld i Þorgeirr Danaskáld. El 1202 el jarl Birger morí i el net del difunt jarl, el fill d'un any de Sverker, Joan, va rebre el títol de Jarl del seu pare. Això s'ha interpretat com una manera d'enfortir-lo com a hereu de la corona, però va provocar molt ridícul.
Una desoladora guerra amb els pobles de l'est del bàltic continuà durant el regnat de Sverker. Birger Brosa emprengué una expedició marítima que va que va acabar a Wierland a l'est d'Estònia, abans o després de l'adhesió de Sverker. Una font tardana i poc fiable indica que les tropes de Nóvgorod van atacar Finlàndia el 1198 i devastaren Åbo on els suecs ja suposadament posseïen un lloc avançat. Això pot ser una elaboració d'un altre atac rus el 1191, i Åbo encara no existia com a poblament. Un segur Dux Joan (Johannes) florí a principis del segle xiii; segons la inscripció de la seva tomba, fou el "terror del pagans". Pot identificar-se amb un Joan Jarl que, segons una tradició posterior, va lluitar contra els russos i ingrians durant nou anys, però fou mort a Askanäs al llac Mälaren per pirates carelis, immediatament després del seu retorn. La seva vídua presumptament recaptà impostos per a matar el assaltants a Estaskär. S'ha suggerit que això ocorregué el 1206. En general els assalts estonians i curonians constituïren un problema a les costes de Suècia i Dinamarca en aquesta era.

## Guerra civil
Al voltant 1203 els quatre fills de Canut que havien viscut a la cort reial sueca, començaren a reclamar el tron i Sverker els va exiliar a Noruega. La seva posició com a rei es tornà insegura de llavors en endavant. Els fills de Canut retornaren amb tropes el 1205, amb el suport del partit noruec de Birkebeiner. Tanmateix Sverker els atacà i derrotà a la batalla d'Älgarås a Tiveden, on tres dels fills van caure. L'únic supervivent, Eric, tornà amb suport noruec el 1208. Sverker buscà i aconseguí l'ajut del rei danès. La tradició popular parla de 12.000 tropes auxiliars daneses, probablement una exageració. Les forces foren comandades per Ebbe Sunesen, el pare de la seva primera muller i germà d'Andreas Sunesen, Arquebisbe de Lund. A part de les forces dels germans Sunesen, el rei Valdemar Sejr contribuí amb tropes, fins i tot incloent-hi soldats bohemis. Els adversaris s'enfrontaren a la Batalla de Lena a Västergötland, on Sverker rebé una severa derrota. Ebbe i el seu germà Lars foren morts per l'enemic juntament amb una part considerable del seu exèrcit. Canut, el jarl de Sverker, Knut sembla que també hi morí. El rei Eric X de Suècia va conduir Sverker al seu exili a Dinamarca.

## Mort
L'intent del Papa Innocenci III de retornar la corona a Sverker no va tenir èxit. Sverker feu una nova expedició militar a Suècia amb suport danès, però va ser derrotat i mort a la Batalla de Gestilren el juliol del 1210. Les fonts antigues declaren que "el [partit] Folkung va agafar la seva vida". El responsable de la seva mort fou el seu cunyat Folke Jarl, cap dels Folkungs, qui també sucumbí en la batalla. El lloc de la batalla ha engendrat alguna discussió, acceptant-se usualment que es dugué a terme a la parròquia de Varv a Västergötland, també s'ha suggerit que ocorregué a Gästre a Uppland.
Malgrat el seu destí desventurat, Sverker II rep diverses paraules amables en la crònica curta inclosa en la Llei de Västergötland: "El setzè [governant] fou el rei Sverker, un company assenyat i bo; el regne prosperà amb ell. Però els Folkung li arrabassaren la vida; el seu cunyat ho feu a Gestilren. Descansa a Alvastra, i les millors coses són sempre es diuen d'ell".

## Família
Amb la seva primera muller, la noble danesa Benedicta Ebbesdatter, de la branca Galen del clan Hvide (c. 1165/70-1200), amb la que es casà abans del 1190 quan encara vivia a Dinamarca, Sverker va tenir-hi com a mínim una filla, Helena Sverkersdotter. Possiblement tingué mes fills, com Karl Sverkersson que segons les fonts noruegues es casà amb una filla del rei de Noruega Sverre i morí el 1198; la seva posició és tanmateix dubtós, i si fou fill del rei Sverker devia morir a l'adolescència a tot tardar. Potser hi tingué dues filles més, Margaret i Christina, casades respectivament amb Witzlav de Rügen i Enric II, Senyor de Mecklenburg ("Henry Borwin" en alguns textos posteriors). La reconstrucció genealògica es basa en declaracions contemporànies imprecises - tanmateix, Margaret i Christina només poden haver sigut filles de Sverker amb la seva primera muller.
El segon matrimoni del 1200 amb Ingegerd Birgersdotter de Bjelbo, filla del Folkunge Jarl Birger Brosa, produí un fill i hereu, Johan Sverkersson (1201-1222), qui va ser escollit rei de Suècia 1216.
També ha estat argumentat tanmateix que potser Ingegerd Birgersdotter fou de fet Sverker la primera muller, i Benedicta Ebeesdatter la segona.
La seva filla Helena Sverkersdotter es casà amb l'earl Sune Folkason de la família de Bjelbo, justiciar de Västergötland. Les seves filles Catherine de Ymseborg i Benedicta de Bjelbo esdevingueren peons matrimonials per obtenir la successió sueca després de l'any 1222, quan la dinastia Sverker esdevenia extinta en la línia masculina. Catherine fou casada amb d'Eric XI hereu de la dinastia rival de Suècia però ells van quedar sense fills. Benedikte fou casada amb Svantepolk de Viby i va tenir diverses filles, que es casaren amb nobles suecs. Diverses famílies nobles sueques afirmen ser descendents de Benedikte.